# Cheminon
Cheminon is een gemeente in het Franse departement Marne (regio Grand Est) en telt 626 inwoners (2004). De plaats maakt deel uit van het arrondissement Vitry-le-François.

## Geografie
De oppervlakte van Cheminon bedraagt 27,2 km², de bevolkingsdichtheid is 23,0 inwoners per km².
De onderstaande kaart toont de ligging van Cheminon met de belangrijkste infrastructuur en aangrenzende gemeenten.

## Demografie
Onderstaande figuur toont het verloop van het inwonertal (bron: INSEE-tellingen).